# Kaija Mustonenová
Kaija Marja Mustonenová (* 4. srpna 1941 Helsinky) je bývalá finská rychlobruslařka.
Na mistrovství světa poprvé startovala v roce 1958, kdy se umístila na 20. místě. V následujících letech se v této soutěži pohybovala především ve druhé desítce, roku 1964 však dosáhla svého nejlepšího umístění, kdy byla čtvrtá. Startovala také na Zimních olympijských hrách v Innsbrucku, kde získala stříbrnou medaili v závodě na 1500 m a bronzovou na trati 1000 m. Kromě toho byla na tříkilometrové distanci šestá a v závodě na 500 m třináctá. Dalších úspěšných umístění na mistrovství světa dosáhla v letech 1966 a 1968, kdy si dobruslila pro pátou příčku. Poslední její velkou akcí byla zimní olympiáda 1968, odkud si přivezla zlato ze závodu na 1500 m a stříbro z dvojnásobné trati. V dalších olympijských startech byla čtvrtá (1000 m) a šestá (500 m). Po sezóně 1967/1968 ukončila sportovní kariéru.